# Шебинкарахисарское восстание
Шебинкарахисарское восстание (2—30 июня 1915) — попытка сопротивления армянского ополчения гнчаков провинции Гиресун османским войскам во время геноцида армян. Они сопротивлялись османскому натиску в течение месяца. Армяне расположились в форте прямо за городом, где около 250 человек отбивались от турецких солдат.

## Предыстория
Известия о массовых убийствах в других районах Западной Армении заставили жителей Шебинкарахисара думать, что скоро наступает их «черёд». В апреле 1915 года сотни молодых людей внезапно оказались в заключении. В июне 1915 года был казнён местный армянский религиозный лидер. Затем 200 армянских купцов были убиты в рамках систематической кампании геноцида со стороны османских властей.
Таким образом, трудоспособные армяне Шебинкарахисара решили противостоять османам. Они начали с того, что сожгли свои дома и укрепились в ближайшем замке. В те дни пало много османских солдат. После нескольких недель противостояния у армянского ополчения не осталось боеприпасов. Они решили выйти из замка и сражаться голыми руками. Теперь в городе были только женщины, дети и старики, все они были убиты после подавления сопротивления.
Шебинкарахисар был местом рождения Андраника Озаняна, известного армянского федаи.
Сопротивление в Шебинкарахисаре описано Арамом Айказом, пережившим осаду и последующую депортацию, в его книге «Падение гнезда».